# Шинвалд (Семполенський повіт)
Шинвалд (пол. Szynwałd) — село в Польщі, у гміні Сошно Семполенського повіту Куявсько-Поморського воєводства.
Населення — 265 осіб (2011).
У 1975-1998 роках село належало до Бидгощського воєводства.

## Демографія
Демографічна структура станом на 31 березня 2011 року:
|          | Загалом | Допрацездатний вік | Працездатний вік | Постпрацездатний вік |
| -------- | ------- | ------------------ | ---------------- | -------------------- |
| Чоловіки | 139     | 29                 | 96               | 14                   |
| Жінки    | 126     | 35                 | 64               | 27                   |
| Разом    | 265     | 64                 | 160              | 41                   |